# Армавир (Армения)
Вижте пояснителната страница за други значения на Армавир.
Армавир (на арменски: Արմավիր) е град и община в Армения. Административен център на област Армавир. Според Националната статистическа служба на Армения през 2015 г. общината има 29 000 жители.

## Побратимени градове
- Армавир, Русия
- Дейр ез-Зор, Сирия
- Галвенстън, САЩ
- Феодосия, Русия